# Sumrall
Sumrall é uma cidade  localizada no estado americano de Mississippi, no Condado de Lamar.

## Demografia
Segundo o censo americano de 2000, a sua população era de 1005 habitantes.
Em 2006, foi estimada uma população de 1204, um aumento de 199 (19.8%).

## Geografia
De acordo com o United States Census Bureau tem uma área de
5,6 km², dos quais 5,6 km² cobertos por terra e 0,0 km² cobertos por água. Sumrall localiza-se a aproximadamente 117 m acima do nível do mar.

## Localidades na vizinhança
O diagrama seguinte representa as localidades num raio de 28 km ao redor de Sumrall.